# Huisekoutermolen
De Huisekoutermolen is een houten standerdmolen in de Belgische deelgemeente Huise.

## Van 'Hoogmolen' naar 'Huisekoutermolen'
Oorspronkelijk stond deze windmolen in Waregem en was daar als Hoogmolen bekend, al zeker sinds 1512. De molen functioneerde tot 1948 en was de eigendom van de gezusters Martha, Leontine en Magdalena Van den Broucke. De data 1678 en 1708 stonden in de romp van de molen gegrift. In 1968 werd de molen aangekocht door de gemeente Waregem, die er echter geen blijf mee wist. 
Hij werd in 1971 aangekocht door molendeskundige Paul Bauters, die hem in november van dat jaar afbrak, overbracht naar Huise en in de jaren 1972-1975 herstelde, in samenwerking met de molenrestaurateur Walter Mariman uit Zele. In 1974 werd de molen heropgericht op een plek waar vroeger een stenen grondzeiler stond, Cnuddes molen, die in 1851 was afgebrand. Bauters gaf er de nieuwe naam Huisekoutermolen aan. Na de herstelling was de molen opnieuw werkbaar en werd er regelmatig gemalen. Hij diende ook als centrum voor de molenaarsopleidingen die Paul Bauters organiseerde.

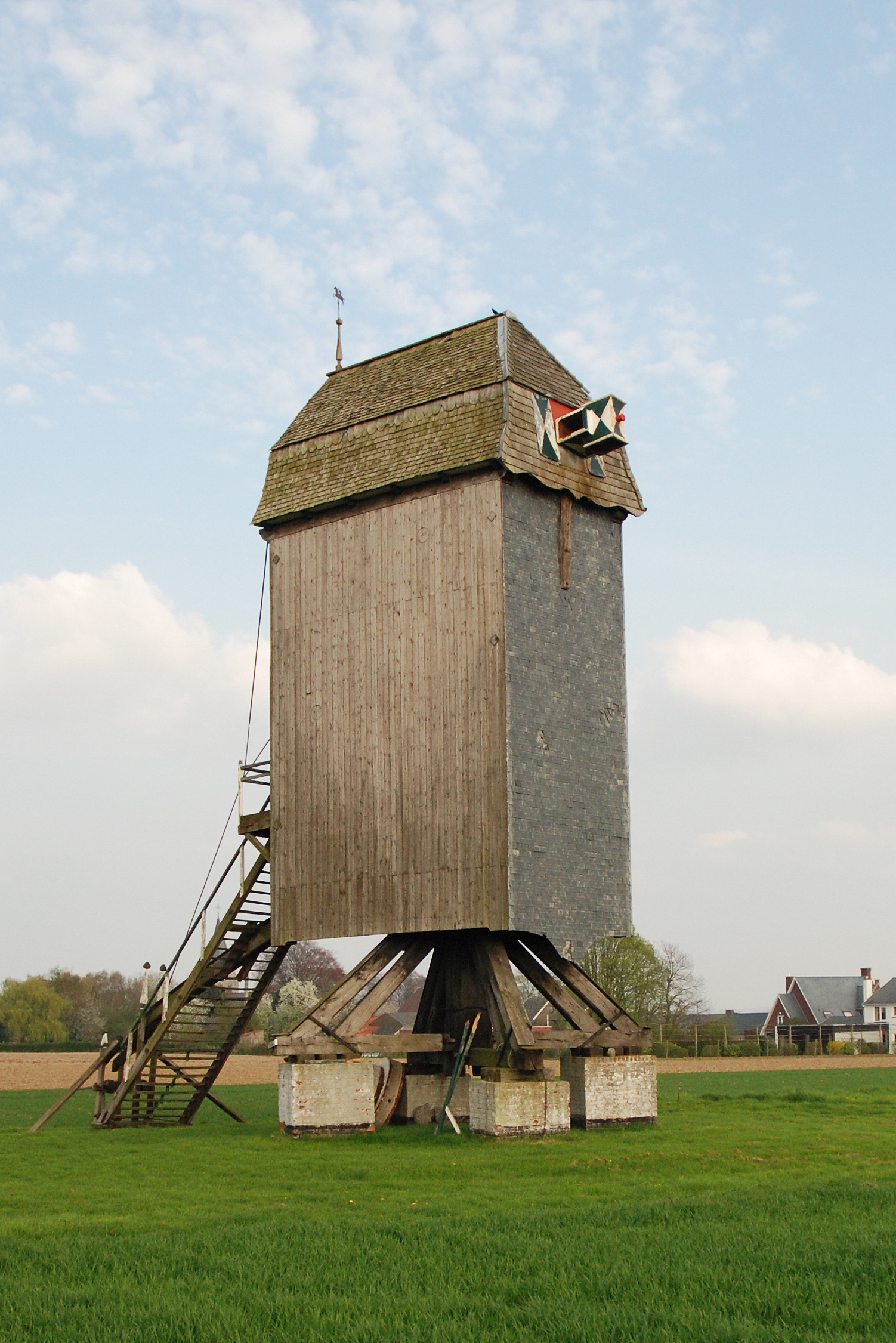
De Huisekoutermolen voor de herstellingswerken van 2010-2012

In 2001 bemerkte men te grote torsie bij het draaien en legde men de activiteiten stil. De wind rukte een molenwiek af waardoor de eigenaar het volledige wiekenkruis in mei 2007 verwijderde. Hij gaf daarop de molen en het molenaarshuis in erfpacht aan de vzw Levende Oost-Vlaamse Molens. Restauratie gebeurde in 2010-2012. Op 16 september 2012 werd de molen, opnieuw draaivaardig geworden, feestelijk opengesteld.
Het terrein maakt deel uit van een heuvelkam tussen Schelde- en Leievallei. De molen heeft een open voet en staat op teerlingen. Het molenhuis staat vlakbij.
De molen werd op zijn oorspronkelijke standplaats in Waregem beschermd als monument op 14 april 1944. Het omringende landschap in Huise werd beschermd op 28 november 1980.

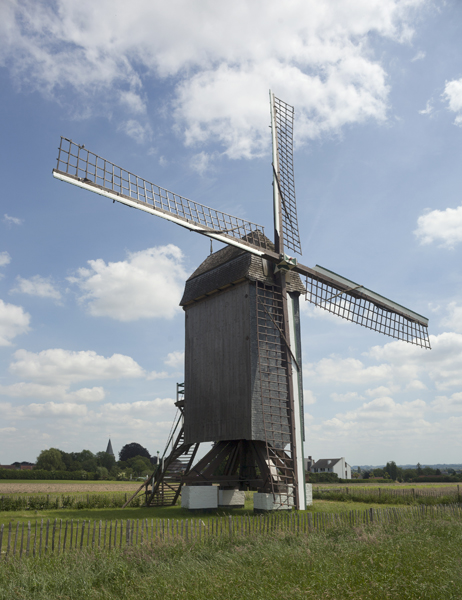
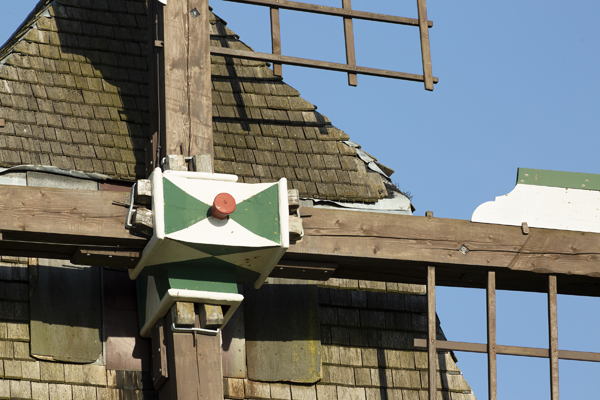
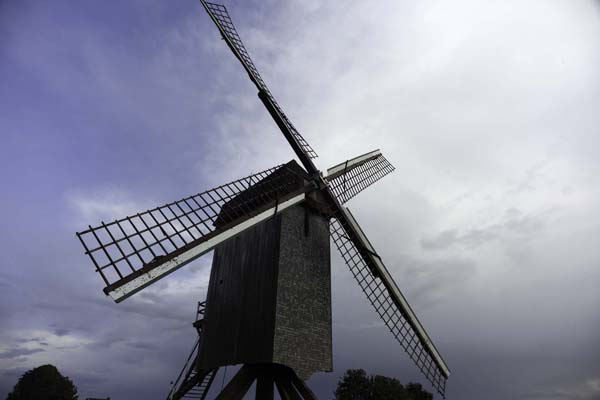